# 燒炭自殺
燒炭是一種自殺的方法。自殺者將自己困在密閉空間內燃燒木炭。燃燒過程會消耗密室內的氧氣，其後碳和氧便會結合成一氧化碳。一氧化碳能與血液內的血紅蛋白緊密結合，使之失去氣體交換能力；自殺者最終因一氧化碳中毒、缺氧致死。坊間曾誤傳燒炭的方式能讓自殺者以較美觀的一面離世，但事實上由於燒炭自殺的直接死因是一氧化碳中毒，在人體缺氧的狀態下，自殺者遺體會加快腐敗與腫脹的程度，短時間內便會形成顯著膨脹。

## 歷史
1844年欧仁·苏著作的小說The Wandering Jew中即有述及該自殺手法，因此自木炭被人類使用以來即有可能有人以該手法自殺。這種自殺方法在1993年出版的《完全自殺手冊》內雖然未有所提及，不過原理和書內的章節瓦斯中毒篇是相同的。台灣的1994年北一女中學生自殺事件可能是有紀錄的燒炭自殺中最早的。1998年11月香港的中年婦女自殺事件，曾被認為是世上第一宗燒炭自殺案：案中死者用這種方法在睡房內自殺，並推測該婦女是依據其化學工程的知識而自創。
其後，香港由於1997年亞洲金融風暴帶來的經濟衰退，使自殺數字急升；在傳媒對自殺的報導篇幅增加的影響下，使燒炭自殺在短短兩個月內急升至全香港自殺死因的第三位：從1998年佔1.7%自殺人口上升至1999年的10.1%。到了2001年，更超越了上吊成為自殺排行榜的第二位，僅在跳樓之後，佔總自殺人口的四分之一。而隨着互聯網的影響下，這種自殺方式亦流傳至中國大陸、台灣及日本。

## 成因
燒炭致死的原因其實跟其他地方的自殺者把汽車等排氣管接入車廂內自殺一樣，自殺者將自己困在密閉空間內燃燒木炭。燃燒過程會消耗密室內的氧氣，其後碳和氧便會結合成一氧化碳。一氧化碳無色、無味，能與血液內的血紅蛋白緊密結合，使之失去氣體交換能力；自殺者最終因一氧化碳中毒、缺氧致死。
由於一氧化碳與體內血紅蛋白的親和力比氧與血紅蛋白的親和力大200－300倍，而碳氧血紅蛋白較氧合血紅蛋白的解離速度慢3600倍，當一氧化碳濃度在空氣中達到35ppm，就會對人體產生損害，導致身體出現缺氧的情況，可以致命。而由於碳氧血紅蛋白呈櫻桃紅色，因此因一氧化碳中毒而死的人士的皮膚會呈現這種顏色。

## 誤解
不少人認為燒炭是一種容易、不痛苦以及能保留全屍的自殺方法，不過這種見解被專家質疑，因為在缺氧期間，自殺者應該會感到氣促。如果使用劣質木炭，或未搭配安眠藥、酒精來減輕痛苦，可能會感受到劇烈的頭痛、昏眩、嗆傷、耳鳴、痙攣及垂死掙扎。若沒能在一氧化碳中毒過程中昏迷，腦部將感受到強烈的劇痛，且全身無力，連掙扎的能力都沒有，並有可能引發火災，殃及鄰里。另外，亦有自殺者失敗後需要送入加護病房，事後證實燒炭自殺對腦部會造成無可挽救之永久傷害。但務實上，類似的情形如冬季使用熱水器不慎，幾乎都是在不知不覺中造成一氧化碳中毒，因而喪命。
在燒炭普及後，出現了「攜子自殺」的問題，有父母乘子女睡覺時把燃燒中的炭放到子女房間殺死他們同時自殺。如果父母自殺不成，但子女死亡的話，有可能被控告謀殺或誤殺。

## 發生地區

### 香港
據中大及港大一項聯合研究顯示，2000年香港至少有151人死於燒炭，占總自殺死亡人數一成七，2001年，燒炭甚至超越了上吊，成為香港除了跳樓以外最普遍的自殺方式，佔了自殺者的25%。甚至遠在新西蘭的中國籍廚師也使用燒炭自殺，估計是受到中文傳媒影響。為避免自住單位變成凶宅，連累家人，部份燒炭人士選擇到離島度假屋自殺，長洲東堤小築曾經是燒炭熱點。根據香港輔導及調解服務總監曹敏敬牧師的訪問資料，香港的第一宗燒炭自殺案，於1998年發生在東堤小築。
也由於香港人愛到郊外燒烤，木炭在大多數的便利店或超市都可以購得，所以造成這種獨特的自殺方法。而這亦與香港到處都是高樓大廈，使跳樓身亡在香港普遍的背後原因一樣。此外，不論是跳樓還是以利器自殺，都較需要個人克服對自殺的恐懼，使燒炭自殺變得相對較容易；亦有人在進行自殺前服用安眠藥或酒精，意圖減輕死亡過程的不適。
此外，過往在香港其實有不少自殺者透過開煤氣把自己焗死。但自從香港發生多宗開煤氣自殺而引發嚴重火災的事件，使公眾認為因為一個人開煤氣自殺，卻連累鄰居財物或性命的損傷，是一種「生又累人、死又累街坊」(在生時連累別人，死時還累及鄰里)的行徑，反而燒炭的話，尤其使用無煙木炭，不會連累其他人。這很可能是這種轉變的原因。
為遏止燒炭自殺的風氣，香港政府曾一度建議把郊野公園的燒烤爐改裝成為電爐，以防止有人燒炭自殺；而有非政府組織亦在燒烤用的炭包上貼上防止自殺的求助熱線電話。

### 台灣
在台灣每年約有2成左右的自殺者，選用「燒炭自殺」。但由於台灣在統計自殺死因時，卻無燒炭這一項，只歸在「瓦斯」自殺以外的「其他氣體」自殺，故無詳細統計數據。
為了降低自殺發生率，木炭的包裝上印有「珍愛生命，希望無限」的提醒文字，以及生命線等自殺防治單位的求助電話。台灣新北市有兩千三百多家超商、大賣場，自2012年5月1日起配合新北市政府衛生局「木炭非開放式陳列」新政策，貨架上不能擺放木炭讓民眾自由選購，有的業者直接將木炭上鎖，或是貼上購買木炭請洽詢店員的標示，衛生局希望第一線的店員能扮演「自殺防治守門員」的角色。消費者想要購買木炭，必須先向現場服務人員詢問，店員會簡單詢問消費者購買的用途、數量，才會開鎖拿出木炭，再請消費者在紀錄本上登記姓名，但不會強迫留下資料。

## 燒炭自殺的名人
- 陳國華 - 台湾精神科名醫
- 李性蓁 - 台湾兩性作家，筆名藍絲絨
- 黎礎寧 - 台湾星光三班歌手
- 魏郁奇 - 台湾太陽餅第三代傳人
- 于佳卉 - 知名台湾藝人「歡歡」
- 蔡加颖 - 香港玩具大王蔡志明之次女
- 林冠华 - 台湾北区反课纲高校联盟发言人
- 洪瑞襄 - 台湾藝人，曾主演多部連續劇與舞台劇
- 劉嘉麟 - 台湾名廚，有「少年廚神」之稱
- 蔡東儒 - 台湾《超級偶像》第5屆歌手
- 布萊德·戴爾普（Brad Delp）- 美國搖滾樂隊波士頓的主音歌手[11]。
- 金鐘鉉 - 韓國男子團體SHINee主唱
- 李善均 - 韓國男演員，曾演過多部電視劇與電影[12]
- 張學潤 - 香港形象指導及服裝造型設計師[13]
- 黎淑賢 - 香港亞洲小姐獲得亞軍
- 柳俊江 - 香港前新聞工作者[14]
- 河國榮 - 澳州籍男演員。於香港定居及曾參與多齣香港電視劇。
- 琼瑶 - 台湾言情小说作家
- 安大魂 - 中國大陸廣東廣州著名說唱歌手

## 資料來源
1. ↑  Chan, Kathy P. M.; Yip, Paul S. F.; Au, Jade; Lee, Dominic T. S. . British Journal of Psychiatry. 2005-01, 186 (1): 67–73. ISSN 0007-1250. doi:10.1192/bjp.186.1.67 （英语）.
2. 1 2  Bhattacharya, Shaoni. . New Scientist.   [2020-12-06]. （原始内容存档于2020-08-09） （美国英语）.
3. ↑  Leung, Chi Ming; Chung, Wai Sau D.; So, Eddie P. M. . The Journal of Clinical Psychiatry. 2002-05, 63 (5): 447–450. ISSN 0160-6689. PMID 12019670.
4. 1 2 3  Chung, W. S.; Leung, C. M. . Psychiatric Services (Washington, D.C.). 2001-06, 52 (6): 836–837. ISSN 1075-2730. PMID 11376237. doi:10.1176/appi.ps.52.6.836.
5. ↑  . China Daly. 2002-05-30  [2020-12-06]. （原始内容存档于2016-03-04）.
6. ↑  . 大紀元. 2001-01-28  [2020-12-06]. （原始内容存档于2019-09-12） （中文（繁體））.
7. ↑  〈英國醫學雜誌：港傳媒引發全球燒炭潮〉，香港《明報》，2003年3月4日
8. ↑  Group, British Medical Journal Publishing. . BMJ. 2003-03-01, 326 (7387): 498  [2020-12-06]. ISSN 0959-8138. PMID 12609951. doi:10.1136/bmj.326.7387.498. （原始内容存档于2019-10-16） （英语）.
9. ↑  . 香港基督徒述及文獻研究. 香港浸會大學. 2018-11-16  [2024-09-02]. （原始内容存档于2024-09-04） （中文（香港））.
10. ↑  . 自由時報. 2005年10月9日  [2008-02-29]. （原始内容存档于2011-02-16）.
11. ↑  . 銀河西洋音樂城.   [2008-05-27].[永久]
12. ↑  . 蘋果新聞網.   [2020-12-06]. （原始内容存档于2020-04-18） （中文（臺灣））.
13. ↑  . 東網. 2023-05-18  [2023-05-18]. （原始内容存档于2023-05-21）.
14. ↑  . 明報新聞網 - 即時新聞 instant news.   [2024-01-05]. （原始内容存档于2024-01-05） （中文（繁體））.

## 延伸閱讀
- 香港燒烤文化
- LEE et al. (2003), Charcoal burning is also popular for suicide pacts made on the internet, Letters, British Medical Journal (330:602).